# Ordinale limite
Un ordinale limite è un numero ordinale che non è né un ordinale successore né l'insieme vuoto. Intuitivamente si tratta di ordinali che non possono essere raggiunti attraverso l'operazione di successione S.
In termini precisi diciamo che λ è un ordinale limite se per ogni α < λ, S(α) < λ. Detto ancora in altro modo, un ordinale è un ordinale limite se e solo se è uguale all'estremo superiore di tutti gli ordinali minori di esso.
Poiché la classe dei numeri ordinali è ben ordinata, esiste un minimo ordinale limite infinito; lo indichiamo con ω. ω è anche il più piccolo ordinale infinito, in quanto è l'estremo superiore dei numeri naturali. Quindi ω è il tipo d'ordine dei naturali. Il successivo ordinale limite è ω + ω = ω2, e poi si ha ωn per ogni numero naturale n. Prendendo l'unione di tutti gli ωn otteniamo ωω = ω2 (per maggiori informazioni sull'aritmetica degli ordinali vedere la voce numero ordinale). Si può continuare con
{\displaystyle \omega ^{3},\omega ^{4},\ldots ,\omega ^{\omega },\omega ^{\omega ^{\omega }},\ldots ,\varepsilon _{0}=\omega ^{\omega ^{\omega ^{\ldots }}},\ldots }
In generale tutte queste definizioni ricorsive che usano la moltiplicazione, l'elevamento a potenza, ecc. forniscono ordinali limite. E questi sono solo gli ordinali numerabili; è un fatto noto che non esiste uno schema  ricorsivamente enumerabile per generare tutti gli ordinali numerabili. Il primo ordinale non numerabile è solitamente indicato con ω1 ed è anch'esso un ordinale limite.
Si può continuare ancora ottenendo insiemi con cardinalità via via crescente:
{\displaystyle \omega _{2},\omega _{3},\ldots ,\omega _{\omega },\omega _{\omega _{\omega }},\dots }